# كروسندرة شبه لاساقية
كروسندرة شبه لاساقية (الاسم العلمي:Crossandra subacaulis) هي نوع من النباتات تتبع جنس الكروسندرة من الفصيلة الأقنتية.